# Фаркаш, Берталан
Бе́рталан Фа́ркаш (венг. Farkas Bertalan; род. 2 августа 1949 года, Дьюлахаза, Венгрия) — первый венгерский космонавт и первый эсперантист в космосе.

## Биография
Родился в семье рабочего-сапожника. Мама была домохозяйкой. 
В 1967 году окончил среднюю школу и поступил в авиационно-техническое училище имени Д. Килиана. В школе увлекался футболом настолько, что ему прочили карьеру профессионального футболиста. После окончания училища проходил службу в истребительной авиации войск ПВО Венгерской Народной Республики. С марта 1978 года проходил подготовку к пилотируемому полёту в Центре подготовки космонавтов. До полета Д. Прунариу был самым молодым (по дате рождения) из летавших в космос.
У Фаркаша трое детей: дочь и двое сыновей.
Берталан Фаркаш — член консервативной политической партии «Венгерский демократический форум», на выборах 2006 года баллотировался в парламент Венгрии от округа Бакталорантхаза.
Является почётным профессором Московского университета.

## Полёты в космос
- Союз-36, Союз-35 (26 мая 1980 — 3 июня 1980)

## Награды
- Герой Венгерской Народной Республики (1980)[4][5];
- Герой Советского Союза (3 июня 1980)[6];
- Командор венгерского ордена Заслуг (2025)[7];
- Орден Заслуг Венгерской Народной Республики 1 класса (1980);
- Орден Ленина (3 июня 1980)[5];
- Медаль «За заслуги в освоении космоса» (12 апреля 2011, Россия) — за большой вклад в развитие международного сотрудничества в области пилотируемой космонавтики[8];
- Почётный профессор МГУ (2015)[9];
- Орден Общественного признания и величия (2003, Национальная академия наук Украины)[10].